# 刚果共和国国徽
刚果共和国國徽為一黃地盾徽。繪有一隻呈忿怒狀、右爪持火炬的紅色綠爪綠舌獅子，中有綠色波浪紋。上有一頂書有國名的王冠。盾徽由兩隻象守護。飾帶以法語書上國家格言「正義、勞動、進步」。
该国徽于1963年启用，1970年改立刚果人民共和国后废除，2003年再度启用。